# نیکولا سامبو
نیکولا سامبو (انگلیسی: Nicola Sambo؛ زادهٔ ۱۶ نوامبر ۱۹۹۵) بازیکن فوتبال است.
از باشگاه‌هایی که در آن بازی کرده‌است می‌توان به باشگاه فوتبال کیه‌وو ورونا، باشگاه فوتبال لیورنو، و باشگاه فوتبال اسپتزیا اشاره کرد.